# Віктор-Ґейза Баран
Ві́ктор-Ґе́йза Ба́ран (2 лютого 1903, Плоске, Закарпаття — 12 березня 1943, Єрусалим) — референт прем'єр-міністрів ЧСР по закарпатських справах, капітан чехословацької армії.

## Життєпис
Народився в с. Плоскому Свалявської округи на Закарпатті в родині вчителя. Після закінчення ужгородської гімназії в 1919 р. поступив на юридичний факультет Будапештського університету, але через прилучення Закарпаття до ЧСР вимушений був повернутись додому. Вступив до Аґрарної партії, незабаром став секретарем закарпатського посла (депутата) від цієї партії д-ра Йосифа Камінського. Був редактором газети русофільського спрямування «Новоє Время», що виходила латиницею. Згодом вирушив до Праги, де працював журналістом, завершив юридичну освіту та став доктором права. Об'їздив цілу Європу, Близький Схід та Африку як репортер провідної чеської газети "Лідове Новини".
У 1935 р. прем'єр-міністр ЧСР Мілан Годжа призначив Віктора Барана референтом карпатоукраїнських справ у своєму уряді. Виступав за автономію Карпатської України, співпрацював з діячами як русофільського, так і українського спрямування. Після окупації Праги гітлерівцями отримав тимчасовий паспорт райхспротекторату та повернувся в Ужгород. Андрій Бродій попередив Віктора Барана про можливий арешт, тож він вирішив емігрувати до Белграду, доки не сплив термін його паспорту.
Через непорозуміння з закарпатськими представниками П.Ціберре і І.Петрущаком та через конфлікт з Едварда Бенеша з Міланом Годжою не потрапив до уряду ЧСР в екзилі та відійшов від політики. В 1940 р. зголосився у чехословацьку армію і в чині надпоручника вирушив на Близький Схід. Служив при штабі союзників в Єрусалимі, працював військовим прокурором. Невдовзі захворів на серце та в березні 1943 року помер.
Похований на британському військовому цвинтарі в Ра́мле, неподалік Тель-Авіва.